# Lissonota pinguicula
Lissonota pinguicula là một loài tò vò trong họ Ichneumonidae.